# Обикновен гимнур
Обикновените гимнури (Echinosorex gymnura), наричани също големи плъхови гимнури, са вид дребни бозайници от семейство Таралежови (Erinaceidae).
Разпространени са във влажните и заблатени гори на Югоизточна Азия, като са активни през нощта, а денем се крият под дънери, корени и в изоставени хралупи. На външен вид и по поведение са подобни на плъхове, като достигат 32 – 40 сантиметра дължина (без опашката) и 870 – 1100 грама маса. Хранят се с червеи и членестоноги.